# Provincia Occidentale (Sri Lanka)
La provincia Occidentale dello Sri Lanka è la più densamente popolata dell'isola, sede di grandi città quali la capitale Kotte e la città più grande della nazione ed ex-capitale Colombo. Rappresenta dunque il centro nevralgico dello Sri Lanka.

## Distretti
La provincia comprende tre distretti: 
- Colombo
- Gampaha
- Kalutara